# Myrose Hoareau
Pour les articles homonymes, voir Hoareau.
 (mai 2014).
Si vous disposez d'ouvrages ou d'articles de référence ou si vous connaissez des sites web de qualité traitant du thème abordé ici, merci de compléter l'article en donnant les références utiles à sa vérifiabilité et en les liant à la section « Notes et références ».
Myrose Hoareau est une auteure, productrice et réalisatrice en audiovisuel.

## Biographie
Élue Miss Réunion en 1979, de 1983 à 1991, elle est animatrice sur RFO Réunion, avant de se lancer dans la réalisation audiovisuelle et l'écriture.
De 1990 à 1991, elle présente sur RFO l'émission Enfants du Soleil. L'émission, qui fait un tour de l'île des communes en y découvrant des jeunes talents, est un véritable tremplin qui permettra à certains artistes en herbe d'avoir plus tard une reconnaissance du public.
De 1998 à 2002, elle produit, réalise et anime Kivi une série d'émissions télévisées ayant pour thème l'identité réunionnaise. Elle produit et coréalise à cette même période un documentaire sur le musicien Luc Donat, surnommé le roi du séga à La Réunion.
En 2007, elle remporte le Prix du Documentaire Historique au 34e festival mondial de l'image sous-marine d'Antibes pour son film documentaire Les mémoires de la mer, de 52 minutes, en qualité de coauteure et de coproductrice.
Elle publie en 2008 un essai autobiographique, Être ou miss paraître, dans lequel elle retrace l'univers particulier des miss face aux médias et à la société du paraître. Elle collabore également avec Huguette Bello, présidente de l'Union des Femmes Réunionnaises, pour la réhabilitation de l'image de la femme dans les médias.
Défenseure de la langue créole et des cultures régionales, titulaire d'une Licence langues et Cultures Régionales et d'une Maîtrise en Lettres et Sciences Humaines/Université de La Réunion, elle participe, lors de la sortie de son livre, à une table ronde, l'image de la femme dans les médias : les clés de l'apparence auprès d'universitaires et de personnalités de La Réunion (Rocaya Toihiri de RFO, Prosper Eve : historiens, Jacques Brandibas : docteur en Psychologie, Thierry Malbert : anthropologue etc.)